# كاتدرائية القديس يعقوب للأرمن

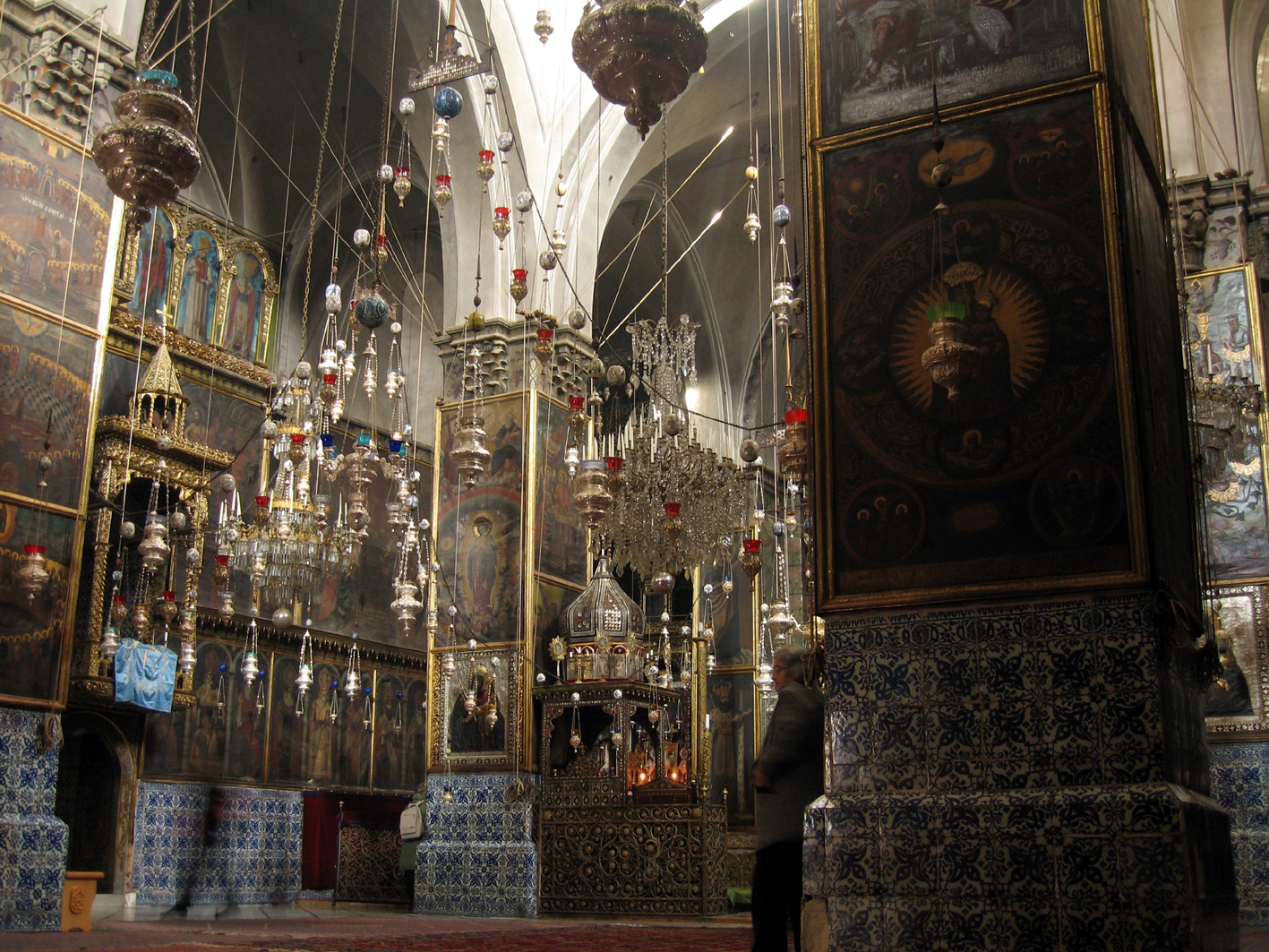
داخل كنيسة القديس يعقوب (جيمس) في حارة الأرمن، القدس.

كاتدرائية القديس يعقوب للأرمن الأرثوذكس أو كتدرائية القديس جيمس أو (بالأرمنية: Սրբոց Յակոբեանց Վանք Հայոց) هي كنيسة أرمنية من القرن الثاني عشر، تقع في حارة الأرمن في البلدة القديمة، القدس. وهي الكنيسة الرئيسية للبطريركية الأرمنية في القدس والمعروفة أيضا باسم بطريركية القديس يعقوب الأرمنية. تقع الكنسية بالقرب من كنيسة رؤساء الملائكة القديسين
الكاتدرائية مكرسة لاثنين من تلاميذ يسوع الاثني عشر: يعقوب ابن زبدي (يعقوب الأكبر) ويعقوب البار أخو يسوع.

## التاريخ
ذكر جون فورتسبورغ أن مبنى الكنيسة كان مكتمل في عام 1162، يدلل بذلك نوريث كنعان كيدار أنها بنيت في عهد ميليسندا ملكة مملكة بيت المقدس.
يُزعم أن الهيكل الحالي مرتبط بالمجتمع الجورجي المسيحي ويعود إلى الربع الأخير من القرن 11، أعاد الأرمن بنائه في القرن الثاني عشر الميلادي وجدد في القرنين السابع عشر والثامن عشر الميلادي. بالمبنى بعض من الآثار البيزنطية.
يذكر شينورك الأول كالوستيان بطريرك القسطنطينية الأرمني أن بوابة الكاتدرائية القديمة دمرت بسبب زلزال أو دمرها البرابرة. جدد الكاتدرائية في العصور الوسطى لكن لم يهدم هيكلها القديم ولكن أضيفت إليها مباني جديد فرفعت جدرانها وجددت أرضيتها.

## الزخرفة
زُين السقف بزخارف مصنوعة في كوتاهية. الذي كان من المخطط أن يوضع في كنيسة القيامة في عام 1719 لكن بعد فشل المخطط نقلت الزخرفة إلى كاتدرائية القديس جيمس.

## المعرض

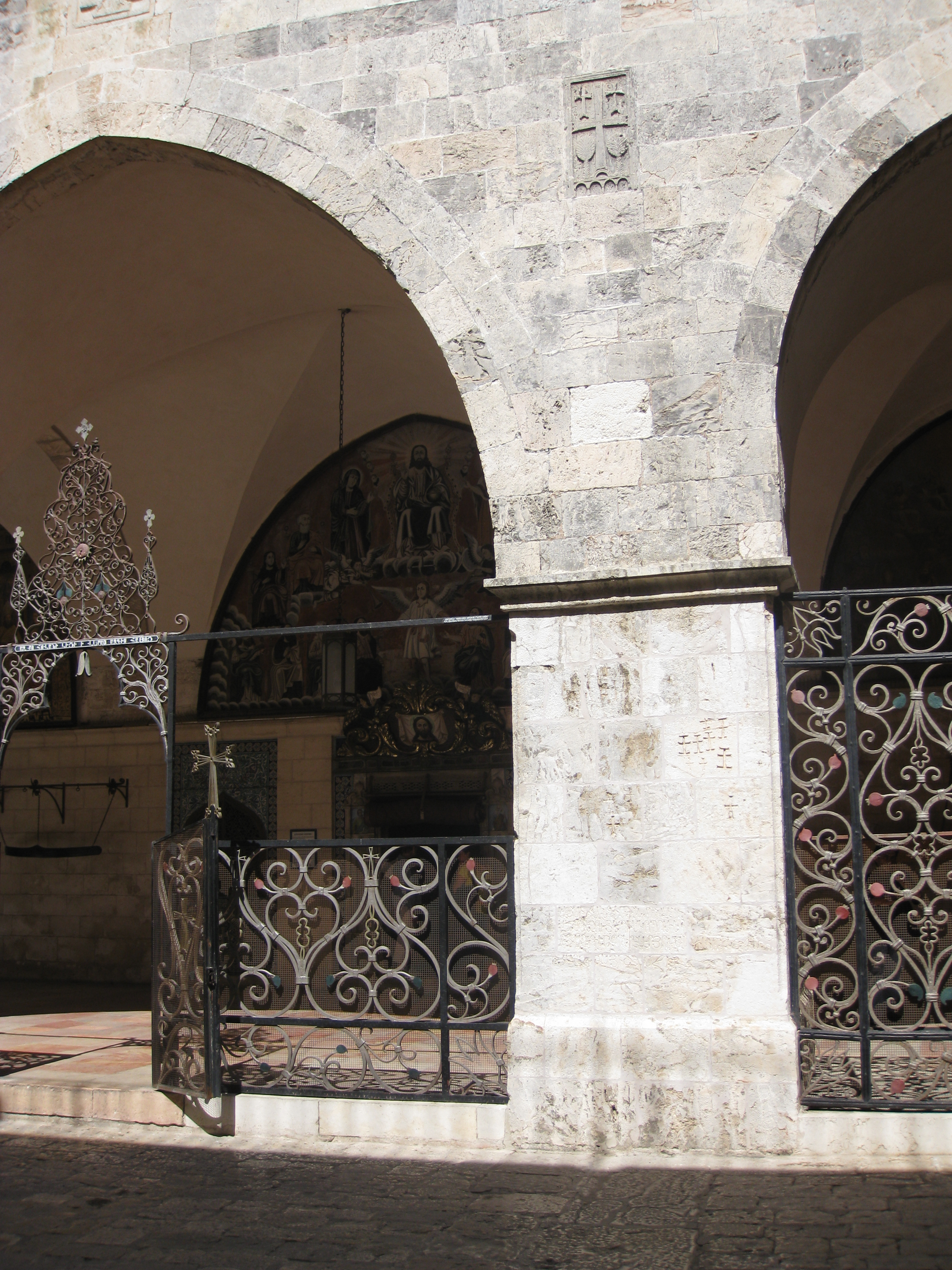
مدخل الكاتدرائية
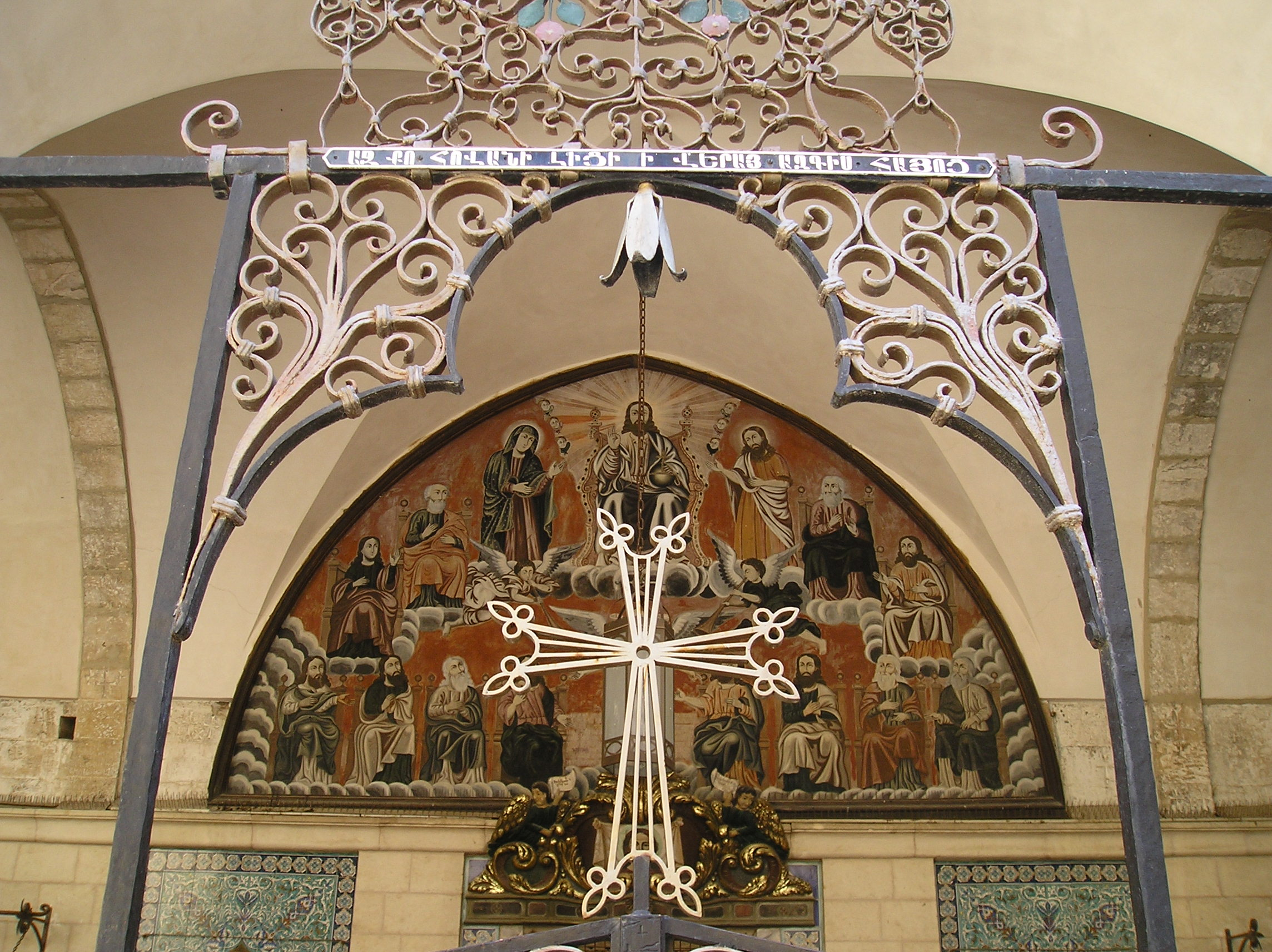
صورة لزخارف المدخل المعدنية
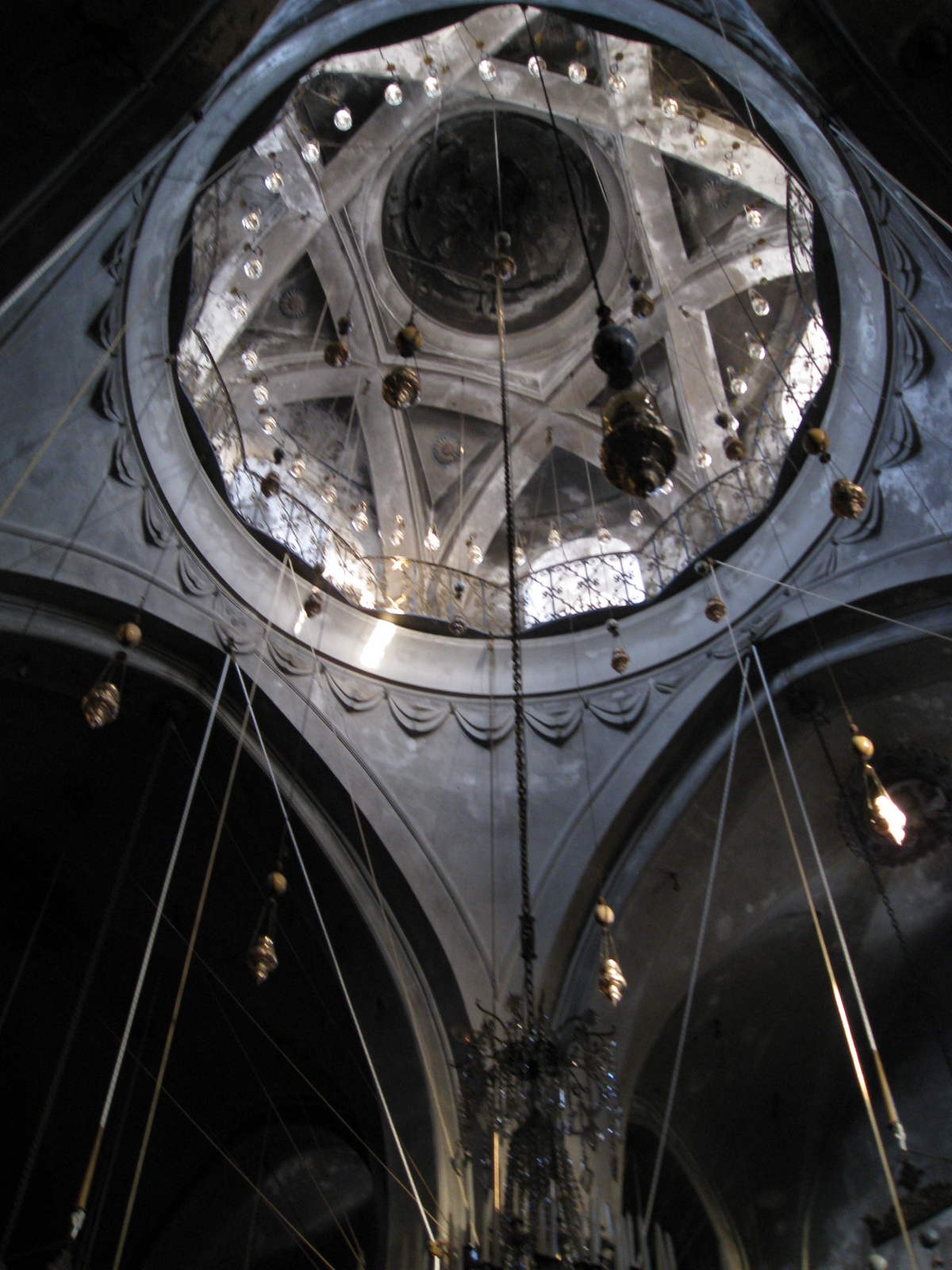
قبة الكنيسة من الداخل
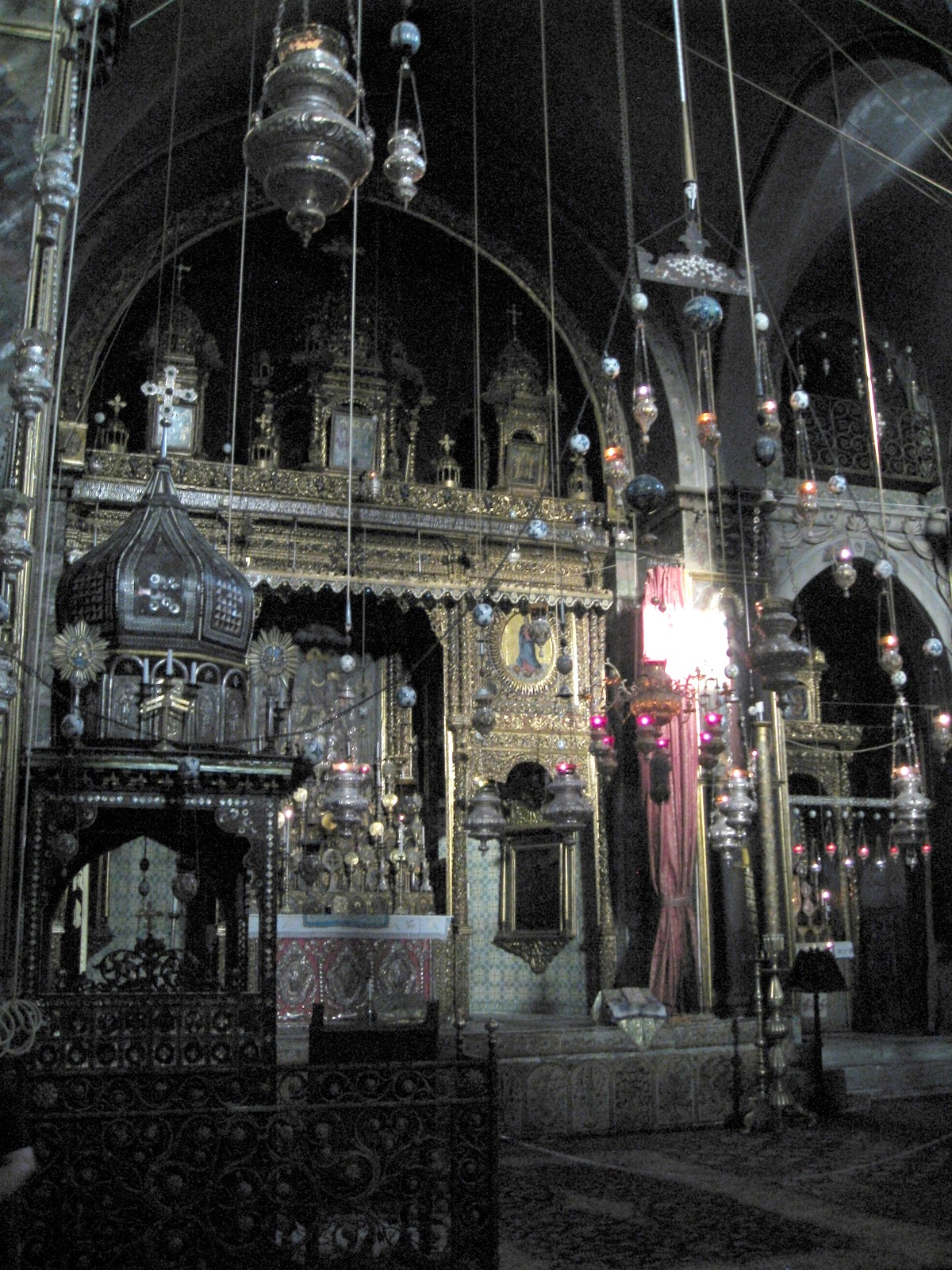
صورة أخرى لداخل الكنيسة
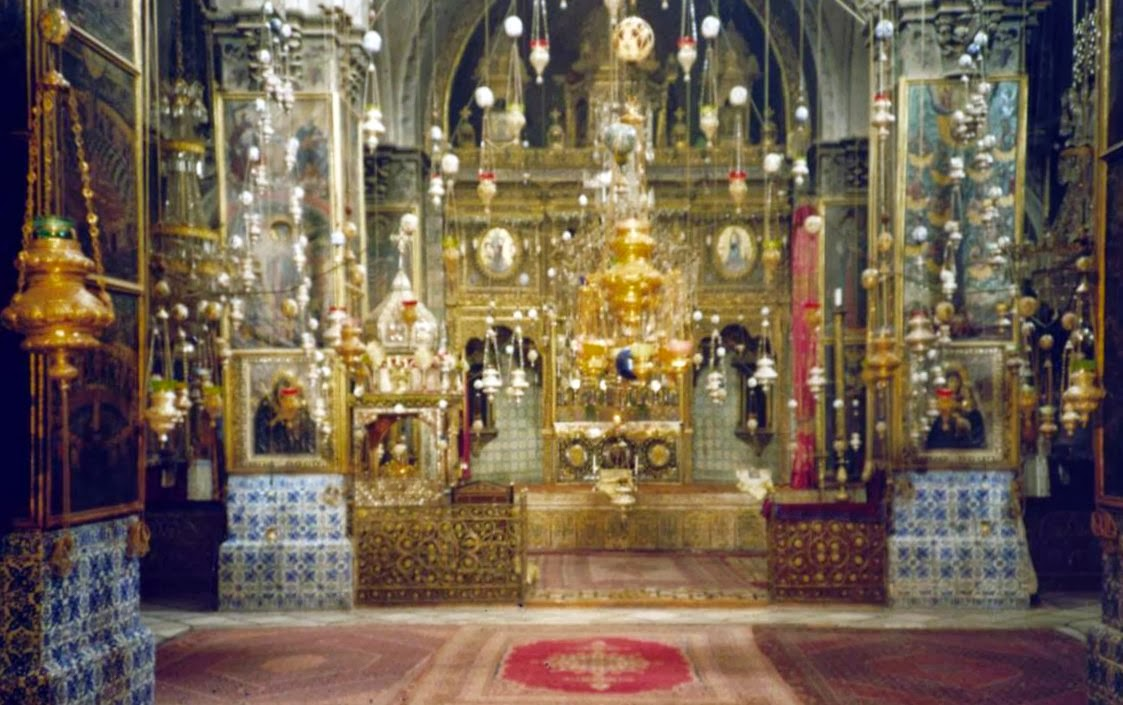
مذبح في كاتدرائية سانت جيمس (1996)
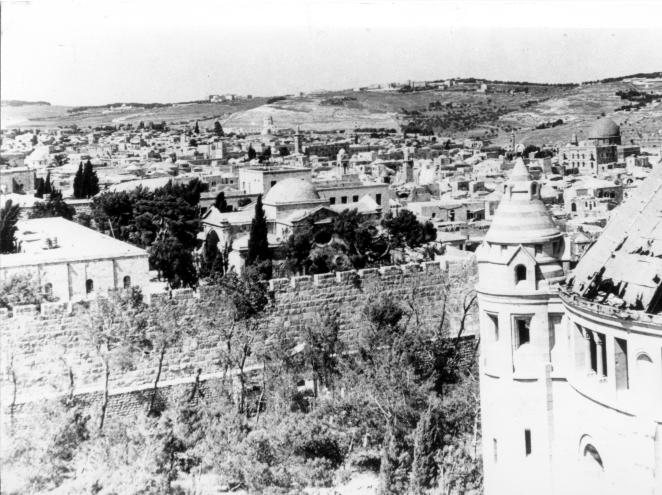
الكاتدرائية عام 1948

## وصلات خارجية
- كتدرائية القديس يعقوب (جيمس) في القدس

## للاستزادة
- Antonius, G.؛ Nomico, Ch. A. (1924). "A Brief Account of the Painted tile Work in the Armenian Cathedral of St James". Jerusalem 1920-1922. London: 57–60.
- Pringle، D. (2007). The Churches of the Crusader Kingdom of Jerusalem: The city of Jerusalem. New York, NY: مطبعة جامعة كامبريدج. ج. III. ISBN:978-0-521-39038-5. مؤرشف من الأصل في 2023-05-18. (Pringle, 2007, pp. 168-182)